# August Ludwig Schlözer

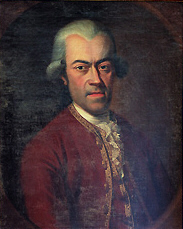
August Ludwig Schlözer, anoniem portret, 1779

August Ludwig (sinds 1803 von) Schlözer (Russisch; Август Людвиг Шлёцер) (Gaggstatt (Baden-Württemberg), 5 juli 1735 - Göttingen, 9 september 1809) was een Duits historicus. Zijn vader, grootvader en overgrootvader waren predikanten.
Logisch dat hij in 1751 theologie ging studeren in Wittenberg, maar al snel werd hij aangetrokken door de groeiende faam van de universiteit van Göttingen, waar hij antieke geschiedenis studeerde. Na zijn studie werkte hij als huisleraar in Zweden, Lübeck en Petersburg.

Geleidelijk kreeg Schlözer een groeiende reputatie als historicus door publicaties over Fenicische en Zweedse geschiedenis. Na een kort intermezzo als professor aan de Universiteit van Petersburg werd Schlözer in 1769 hoogleraar geschiedenis aan de Universiteit van Göttingen.
De Duitse Verlichting wordt getypeerd als burgerlijk, protestants en academisch. Als dat juist is, dan is Schlözer een typische representant van die Verlichting.

## De docent
Schlözer gold als een uitstekend docent die grote aantallen studenten wist te trekken. Tot zijn toehoorders behoorden Arnold Heeren, Karl Friedrich Eichhorn en Johannes von Müller. Schlözer had een brede belangstelling. In 1771 vertaalde hij een pedagogisch werk van de Fransman De La Chalatois. Daarop volgde een reisboekje voor kinderen over Jamaica en het boekje Vorbereitung zur Weltgeschichte für Kinder (1779). Schlözer had harde kritiek op de toentertijd zeer bekende pedagoog (Filantropijn) Basedow. Hij zag niets in diens ideeën over spelend leren en kritiseerde het principiële onderscheid dat Basedow maakte in de opvoeding van meisjes en jongens.
Schlözer was eveneens geïnteresseerd in staatsrecht en statistiek. Hij schreef een verdediging betreffende de hertog van Brunswijk. Hij was een aanhanger van John Locke en Charles de Montesquieu. Statistiek vond hij van belang omdat betrouwbare statistiek in zijn ogen onontbeerlijk was voor een goed beleid van de overheid. Schlözer richtte een eigen tijdschrift op: A.L. Schloezer's Briefwechsel meist historischen und politischen Inhalts  (later: A.L. Schloezer's Staatsanzeigen), dat verscheen van 1776 tot 1793. In het tijdschrift werd de bestaande regeringspraktijk in het Duitse Rijk hard gekritiseerd. Het tijdschrift vond veel weerklank en op het hoogtepunt waren er 4400 abonnees. In 1791 publiceerde het als eerste in Duitsland de déclaration des droits de l'homme. In 1793 verbood de regering van Hannover de Staatsanzeigen.

## Universele geschiedenis
Schlözer was een veelzijdig historicus. Hij gaf colleges over Cromwell, de Nederlandse Opstand, banken, de Franse Revolutie (reeds in 1790), luxe en de geschiedenis van de Duitsers in Roemenië. Hij bleef intussen publiceren over de Russische geschiedenis. Zijn algemene Noordse Geschiedenis (1771) gold lange tijd als het handboek voor de Russische geschiedenis. In 1803 werd hij door de Russische tsaar Alexander I voor zijn verdiensten voor de Russische geschiedschrijving in de adelstand verheven. Tussen 1802 en 1809 verzorgde hij een driedelige uitgave van de beroemde 12e-eeuwse Nestorkroniek. Vanaf 1769 begon hij een college te geven over de algemene wereldgeschiedenis. Dat was een onderwerp dat in de 18e eeuw zeer tot de verbeelding sprak. De uitdijende kennis over andere werelddelen en vroegere tijden plaatste historici voor de uitdaging om een groeiend corpus aan kennis te comprimeren en te ordenen. Dat had zowel een praktische als een theoretische kant. Praktisch in zoverre dat het nodig was om begrijpelijke geschiedenisboeken te schrijven voor een groeiend lezerspubliek en theoretisch was natuurlijk de vraag op grond van welke criteria men moest selecteren en ordenen. Met andere woorden: wat waren de essentiële, bewegende krachten in de geschiedenis. Over dit probleem zijn in de tweede helft van de 18e eeuw honderden artikelen en boeken geschreven. Grote denkers als Herder en Schiller hebben zich over dit onderwerp gebogen. Een van de deelnemers aan dit debat was Schlözer. In 1772 publiceerde hij zijn Vorstelling einer Universalgeschichte. Het probleem bleef hem bezighouden, want hij verbeterde dit werk in de volgende decennia regelmatig tot het in 1792-1801 in twee delen verscheen als de Weltgeschichte nach ihren Haupttheilen im Auszug und Zusammenhange.

## Weltgeschichte
De Weltgeschichte is een leidraad voor het onderwijs. Vaak blijft het steken in aanzetten. De stijl is niet altijd even vloeiend. De ideeën zijn vaak gedateerd en soms ronduit dwaas te noemen. Het biedt een fascinerend inzicht in de toenmalige stand van de wetenschap. Veel ideeën zijn origineel en relevant en een van zijn voorstellen wordt inmiddels wereldwijd toegepast. Schlözer richtte zich op drie problemen: het onderwerp, het thema en de structuur van de universele geschiedenis.
- Het onderwerp diende de hele mensheid te zijn. Schlözer was een tegenstander van een Eurocentrische kijk op de geschiedenis. Hij wilde bovendien geen vorstenkroniek, maar aandacht voor alle lagen van de bevolking en sociaal-economische en culturele ontwikkelingen. De uitvinding van het glas door de Feniciërs, of de introductie van de aardappel in Europa waren belangrijker dan de namen van de Chinese of Duitse keizers.
- Het centrale thema diende ontwikkeling te zijn. De universele geschiedenis diende de huidige toestand van de mensheid te verklaren. Vijf factoren speelden bij de ontwikkeling van de mensheid een doorslaggevende rol. In de woorden van Schlözer:  'Die Lebensart bestimmt, Klima und Narungsart erschaft, der Herrscher zwingt, der Priester lert, und das Beispiel reisst fort' . (Schlözer, Weltgeschichte I, 66)
- Ten slotte bood Schlözer ook een structuur voor de universele geschiedenis. Hij stelde voor de geschiedenis in te delen in zes tijdvakken: Urwelt (van de schepping tot de zondvloed), Dunkle Welt (Van de zondvloed tot Mozes: eerste schriftelijke bronnen), Vorwelt (Van Mozes tot het Perzische Rijk), Alte Welt (Van het Perzische Rijk tot de val van het Romeinse Rijk in 476 na Christus), Mittelalter (Van 476 na Christus tot de ontdekking van Amerika door Columbus in 1492) en Neue Welt (van 1492 tot heden). Deze indeling was niet nieuw; wel nieuw was dat hij en zijn Göttinger collega en rivaal Johann Christoph Gatterer beide rond deze tijd voorstelden om de grenzen van de Middeleeuwen bij 476 en 1492 te leggen. Die jaartallen zijn vanaf die tijd de gangbare jaartallen geworden om de Middeleeuwen mee af te bakenen.

## Jaartelling
De belangrijkste innovatie van Schlözer was echter niet zijn afbakening van de Middeleeuwen, maar zijn voorstel om vanaf de geboorte van Christus terug te tellen. Dat werd ingegeven door de toentertijd groeiende twijfel aan het Bijbelse scheppingsverhaal en de gangbare chronografie waarbij de wereld 3987 voor de geboorte van Christus was geschapen. De eerste speculaties over het ontstaan van het zonnestelsel en de aarde, misschien wel tienduizenden jaren geleden, begonnen in de late 18e eeuw de ronde te doen. Met zijn voorstel bood Schlözer heel bewust ruimte aan die nieuwe interpretaties over het ontstaan van de aarde. In een voetnoot schrijft hij dat hij dat idee had overgenomen van uitheemse geschiedschrijvers, maar wie dat waren onthulde hij niet. Wie dat ook waren, Schlözer was de persoon die deze nieuwe chronologie in de Europese geschiedenis introduceerde. Het belang van deze nieuwe telling kan nauwelijks onderschat worden. De bestaande tijdrekening maakte van de schepping het onmisbare fundament van alle oude geschiedenis. De nieuwe methode stelde, aldus de filosofe Hannah Arendt, de mens in staat terug te kijken 
 'into an indefinite past to which one can add at will and into which we can inquire further as it stretches ahead' .
Meer dan iemand anders heeft Schlözer ertoe bijgedragen dat de schepping geleidelijk uit ons collectieve bewustzijn is verdwenen.

## Publicaties
- August Ludwig v. Schlözer: Vorbereitung zur WeltGeschichte für Kinder. Ein Buch für Kinderlehrer. Hrsg. von Marko Demantowsky und Susanne Popp, Göttingen 2011 ISBN 978-3-525-35844-3.

## Publicaties over Schlözer
- Martin Peters: Altes Reich und Europa. Der Historiker, Statistiker und Publizist August Ludwig (v.) Schlözer (1735–1809). Lit, Münster u. a. 2003, ISBN 3-8258-6236-4 (zugl. Dissertation der Universität Marburg, 2000).
- Han F. Vermeulen: 'From the Field to the Study. A. L. Schlözer and the Invention of Ethnology'. In: Han F. Vermeulen: Before Boas. the genesis of ethnography and ethnology in the German Enlightenment. Lincoln & London, University of Nebraska Press, 2016. ISBN 978-0-8032-5542-5